# Dainius Kepenis
Dainius Kepenis (ur. 18 sierpnia 1952 w Kłajpedzie) – litewski polityk, nauczyciel i działacz społeczny, wiceprzewodniczący Litewskiego Związku Zielonych i Rolników, poseł na Sejm Republiki Litewskiej.

## Życiorys
Absolwent Litewskiego Państwowego Instytutu Kultury Fizycznej w Kownie. Pracował jako nauczyciel, trener i dyrektor szkoły żeglarskiej w Kłajpedzie. Pełnił funkcję przewodniczącego komitetu sportowego w Połądze, brał udział w organizowaniu Litewskiego Narodowego Komitetu Olimpijskiego. W 1990 założył i zaczął prowadzić w Połądze prywatną szkołę zdrowego życia. Od 1990 wybierany także na prezesa Lietuvos sveikuolių sąjunga, litewskiego stowarzyszenia zdrowego trybu życia.
Zaangażował się także w działalność polityczną jako wiceprzewodniczący Litewskiego Związku Zielonych i Rolników. W wyborach w 2016 uzyskał mandat posła na Sejm Republiki Litewskiej. W 2020 z powodzeniem ubiegał się o reelekcję.